# Алла Пугачёва в Стокгольме
Watch Out — зарубежный альбом Аллы Пугачёвой, записанный на студии «World Record Music» и вышедший в Швеции весной 1985 года. Был переиздан в СССР в декабре 1985 года под названием «Алла Пугачёва в Стокгольме».

## Об альбоме
Один из немногих тиражей «Мелодии», выпущенных по технологии DMM (англ. Direct Metal Mastering).
Это единственный альбом певицы, на котором все песни записаны на английском языке. Фактически он является переизданием альбома Watch Out, записанного на студии «World Record Music» и вышедшего в Швеции в том же 1985 году. Однако в советское издание вошло меньше песен, чем было на оригинальном шведском альбоме. Поступил в продажу в СССР в январе 1986 года.  Альбом был продан тиражом 3 млн. 200 тыс. копий.
За выпуск этой пластинки американская фирма Ampex в марте 1989 года наградила певицу и всех остальных участников записи «Золотым диском».

## Список композиций
Все тексты написаны Ингелой Форсман (если не указано иначе).
| №                   | Название                                     | Текст песни         | Музыка                                 | Длительность |
| ------------------- | -------------------------------------------- | ------------------- | -------------------------------------- | ------------ |
| 1.                  | «Every Night and Every Day»                  | Якоб Далин          | А. Пугачёва («Как тревожен этот путь») | 3:57         |
| 2.                  | «Through the Eyes of a Child»                | И. Форсман          | Ю. Чернавский («Белая дверь»)          | 4:27         |
| 3.                  | «Superman» (отсутствует в советском издании) | И. Форсман          | Ю. Чернавский («Робинзон»)             | 4:13         |
| 4.                  | «Love Can Hurt»                              | И. Форсман          | Л. Хольм                               | 4:26         |
| 5.                  | «Cool Operator»                              | И. Форсман          | А. Гленмарк                            | 3:35         |
| 6.                  | «All the Time You Were Right Here»           | И. Форсман          | Т. Сёдерберг                           | 4:50         |
| Общая длительность: | Общая длительность:                          | Общая длительность: | Общая длительность:                    | 21:15        |

| №                   | Название                                      | Текст песни                             | Музыка                      | Длительность |
| ------------------- | --------------------------------------------- | --------------------------------------- | --------------------------- | ------------ |
| 1.                  | «Watch Out» (отсутствует в советском издании) | И. Форсман                              | Л. Хольм                    | 4:52         |
| 2.                  | «Sacred Lie»                                  | Д. Костюрин, английский текст Я. Далина | А. Пугачёва («Святая ложь») | 4:55         |
| 3.                  | «Songbird»                                    | И. Форсман                              | Л. Хольм                    | 4:05         |
| 4.                  | «What a Lousy Party»                          | Т. Х. Майнор                            | Т. Сёдерберг                | 3:44         |
| 5.                  | «Capitan»                                     | И. Форсман                              | А. Пугачёва                 | 3:40         |
| 6.                  | «Such a Miracle»                              | Я. Далин                                | Л. Хольм                    | 3:52         |
| Общая длительность: | Общая длительность:                           | Общая длительность:                     | Общая длительность:         | 20:16        |

## Участники записи
- Л. Шёхольм, аранжировки.
- Л. Линдваль (4), Ю. Стенгорд (7, 8), аранжировки для духовых — музыкант группы ABBA.
- Вокальная группа: Л. Ёман, Л. Педерсен, Д. Нунец, Л. Вестман, Л. Шёхольм.
- Л. Ёман, Л. Хольм (1), Я. Далин (3), вокал.
- Р. Гуннарссон, бас-гитара — музыкант группы ABBA.
- Л. Линдваль, М. Юханссон, У. Виборг, Ю. Стенгорд, духовые.
- Л. Велландер (2, 4), Х. Мъёрнхейм (6, 8), гитары-соло — музыкант группы ABBA.
- Ю. Стенгорд (3, 7, 9), саксофон-соло.
- Л. Велландер, Х. Мъёрнхейм (3, 6—8), гитары — музыкант группы ABBA.
- П. Линдваль, О. Сундквист (5), барабаны и перкуссия — музыкант группы ABBA.
- П. Юнг, А. Неглин (6), клавишные и синтезаторы.